# Sukhoi Superjet 100
Sukhoi Superjet 100 — российский узкофюзеляжный среднемагистральный региональный пассажирский самолёт, предназначенный для перевозки от 87 до 108 пассажиров на дальность 3050 или 4600 км. Разработан компанией «Гражданские самолёты Сухого» (с 17 февраля 2020 года является филиалом ПАО «Корпорация Иркут» — «Гражданские самолёты») при участии ряда иностранных компаний (см. ниже). Первый крупносерийный пассажирский самолёт, разработанный в России после распада СССР.
Обозначение типовой конструкции самолёта при сертификации — RRJ95 (Russian Regional Jet 95). Обозначение ICAO — SU95 (СУ95).

## История

### Разработка проекта
В 2000 году в корпорации «Сухой» в инициативном порядке, направленном на диверсификацию продуктового ряда компании, приступили к проработке материалов для разработки проекта пассажирского ближне- и среднемагистрального самолёта. В этом же году для реализации проекта было создано закрытое акционерное общество «Гражданские самолёты Сухого» (ЗАО «ГСС»). В 2001 году правительство РФ анонсировало федеральную программу по развитию гражданской авиации, по которой предусматривалась государственная поддержка победившего проекта. В 2002 году ЗАО «ГСС» привлекли к проекту компании Boeing (маркетинг, продвижение проекта), Авиационный комплекс имени С. В. Ильюшина (производство КПИ), Snecma и НПО «Сатурн» (разработка двигателя).
Самолёт получил своё первое имя в 2001 году из уст исполнительного директора компании Boeing Фила Кондита — Russian Regional Jet (RRJ), т.е. региональный ближнемагистральный самолёт.
Федеральная целевая программа (ФЦП) «Развитие гражданской авиационной техники России на 2002—2010 годы и на период до 2015 года», принятая постановлением правительства РФ в октябре 2001 года, одной из приоритетных задач ставила постепенную замену старых советских машин на лайнеры нового поколения. Первоочередными проектами в ФЦП были обозначены среднемагистральный самолёт Ту-334 и ближнемагистральный региональный Ту-324.
В 2003 году в Росавиакосмосе прошло финальное рассмотрение представленных проектов региональных самолётов: Ту-414 (ОАО «Туполев»), RRJ-75 (ЗАО «ГСС»), М-60-70 (ФГУП «Экспериментальный машиностроительный завод имени В. М. Мясищева»). В этом же году экспертный совет присудил победу проекту RRJ-75 в основном из-за того, что проектом RRJ-75 планировалось внебюджетное финансирование (2,37 млрд рублей из 3,83 млрд до 2015 года) и более быстрое получение международных сертификатов из-за использования иностранных комплектующих для успешного экспорта самолёта.
В ходе реализации проекта и рассмотрения рынка проект был изменён в пользу увеличения пассажировместимости и дальности полёта и занял нишу Ту-334, а также начал конкурировать с Ту-204\214 и вытеснять данные самолёты из государственных программ судя по отчёту Счетной палаты РФ. По рекомендации консультантов приняли компоновку из пяти кресел в поперечном сечении фюзеляжа (блоки из двух и трёх кресел, разделённые центральным проходом) — такую же, как на Boeing 717. Новый проект получил обозначение RRJ-95. Базовый вариант оказался чуть меньше Boeing 717-200, а 110-местный точно попал в размерность Boeing 717.

### Создание опытного образца
28 апреля 2004 года Межгосударственный авиационный комитет (МАК) принял от ГСС заявку на получение для RRJ-95B сертификата типа.
1 февраля 2005 года в Комсомольске-на-Амуре был создан филиал ГСС, который позже будет собирать как опытные, так и серийные самолёты на КнААПО.
17 февраля 2006 года на КнААПО начата сборка первого RRJ (№ 97002), 28 января 2007 года он был доставлен на Ан-124 из Комсомольска-на-Амуре в Жуковский для проведения статических испытаний в ЦАГИ.
В 2006 году, после выхода Boeing из проекта в связи с решением разработчиков взять за образец кабину Airbus, по предложению французских и итальянских участников RRJ был переименован в SSJ100.
26 сентября 2007 года в 12 часов дня по местному времени в Комсомольске-на-Амуре состоялась официальная презентация («выкатка») первого опытного экземпляра Sukhoi Superjet 100.

### Испытания и первый полёт
20 февраля 2008 года, в рамках подготовки к первому полёту, в Комсомольске-на-Амуре на лётном экземпляре SSJ100 (№ 95001) была успешно проведена первая гонка двигателей SaM146. 14 мая прошли испытания на взлётно-посадочной полосе: отрабатывались рулёжка и пробежка самолёта (разгон на ВПП до 162 км/ч).
19 мая 2008 года первый лётный экземпляр совершил первый полёт. 2 ноября SSJ100 (с/н 95006) был доставлен из Комсомольска-на-Амуре в Сибирский научно-исследовательский институт авиации имени С. А. Чаплыгина для прохождения ресурсных испытаний. 24 декабря в небо поднялся второй лётный экземпляр под управлением лётчиков-испытателей Леонида Чикунова и Николая Пушенко. Самолёт провёл в воздухе два с половиной часа с набором высоты полёта до шести тысяч метров.
В июне 2009 года SSJ100 (с/н 95003) впервые принял участие в международном авиасалоне в Ле-Бурже.
В сентябре 2010 года специалисты ФГУП «ЦАГИ» успешно завершили программу сертификационных испытаний конструкции самолёта на статическую прочность.
3 февраля 2011 года МАК выдал ЗАО «Гражданские самолёты Сухого» сертификат типа на самолёт Sukhoi SuperJet-100.

### Сертификация и первые поставки
19 апреля 2011 года первый серийный Sukhoi SuperJet 100 № 95007 был передан в эксплуатацию армянской авиакомпании «Armavia». Лайнер получил собственное имя в честь первого космонавта планеты Юрия Гагарина.
В июне 2011 года начались поставки самолётов компании «Аэрофлот» в рамках контракта на 30 машин.
21 ноября 2011 года SSJ100 (с/н 95004), пилотируемый экипажем в составе Александра Яблонцева и Вадима Широких, в Жуковском выполнил первые две автоматические посадки по категории IIIA с разными конфигурациями механизации крыла, в рамках сертификационных испытаний для снятия эксплуатационных ограничений.
3 февраля 2012 года самолёт SSJ100 получил сертификат Европейского агентства по безопасности гражданской авиации (EASA), что позволяет европейским авиакомпаниям и авиакомпаниям государств, в которых нормы EASA приняты в качестве стандарта, получать и эксплуатировать самолёты SSJ100 (RRJ-95B). Sukhoi Superjet 100 стал первым российским пассажирским авиалайнером, сертифицированным в соответствии с нормами лётной годности CS-25 EASA.
В 2014 году МАК сертифицировал дополнительные эксплуатационные возможности SSJ-100 (дополнение к сертификату типа): в марте на возможность выполнения полётов в условиях точной зональной навигации по системам RNAV 1 и P-RNAV, в июне на возможность выполнения автоматической посадки по категории CAT IIIа ICAO, эксплуатацию самолёта на взлётно-посадочных полосах шириной 30 метров («узких»), использование функции вертикальной навигации VNAV на всех этапах полёта. В ноябре 2014 года АР МАК сертифицировал возможность выполнения взлёта при пониженном уровне тяги двигателей.
В декабре 2016 года «Гражданские самолёты Сухого» получило сертификацию EASA на модификацию Sukhoi Superjet 100 Long Range (SSJ100LR), что позволило представить лайнер с увеличенной дальностью полёта до 4500 км зарубежным заказчикам.
В мае 2017 года EASA сертифицировало модификацию с укороченной полосой взлёта и посадки (опция B100). В этом варианте устанавливаются двигатели с увеличенной взлётной тягой (SaM146-1S18), используемые на версии SSJ-100LR, пробег с максимальным весом сократился до 1425 метров за счёт изменения алгоритмов работы авионики и новой механизации крыла. Три построенных с данной опцией самолёта переданы в эксплуатацию компании CityJet.

### SSJ-75
В апреле 2018 года представители ГСС анонсировали разработку до 2022 года укороченной модификации SSJ-75 вместимостью 75 кресел.
Создание SSJ75 можно считать модернизацией самолёта с применением новых отечественных технологий и комплектующих, таких как двигатель семейства ПД-14 и новое крыло из композиционных материалов. Модернизированный и переработанный самолёт должен получить несколько версий по вместимости. При модернизации самолёта будут решаться задачи импортозамещения, проблемы по надёжности систем и поддержанию лётной годности.
В 2018 году авиакомпания S7 подписала предварительное соглашение о покупке 75 самолётов SSJ-75. В сентябре 2019 года совладелец S7 Владислав Филёв сообщил, что Минпромторг решило не производить SSJ-75. Однако, в Минпромторге опровергли информацию о закрытии проекта SSJ-75, уточнив, что соглашение с S7 Group не расторгнуто, и «в будущем при наличии развитой региональной системы послепродажного обслуживания, частных инвестиций и якорного заказа планируется запуск» SSJ-75.

### Sukhoi Superjet New
В апреле 2018 года было анонсировано создание модели Sukhoi Superjet 100R (SSJ100R), в которой доля российских комплектующих будет увеличена на 10—15 %. В апреле 2019 года был обнародован план о пересмотре программы в пользу максимального импортозамещения компонентов и систем, названной SSJ-New (RRJ-95NEW-100), взамен SSJ100R. В 2019 году в Воронежском «Опытно-конструкторском бюро моторостроения» (ОКБМ) было завершено эскизное проектирование системы управления механизацией крыла. В 2020—2022 гг. планируется завершение разработки составных частей комплексной системы управления. В июле 2020 года начались лётные испытания инерциальной навигационной системы БИНС-2015 разработки «Московского института электромеханики и автоматики». Разрабатываемая в настоящий момент (2020 год) в КРЭТ инерциальная навигационная система должна быть завершена к 2021 году, после чего начнутся её испытания, сертификация системы намечена на 2022 год.
По оценке 2020 года, разработка SSJ-New должна полностью завершиться к 2023 году и обойдётся в 120—130 млрд рублей, включая создание двигателя ПД-8 (сертификация которого, как надеются, завершится в 2023 году), на который будет потрачена примерно половина выделенной суммы. Получение сертификата типа ожидается в 2023 году.
В марте 2022 года Минпромторг заказал подготовку и проведение испытаний самолёта SSJ-New за 15 млрд руб. В «Ростехе» анонсировали, что импортозамещенная на 97 % модификация, разработка которой оценивалась в 120 млрд руб., появится к 2024 году.
Для ускорения программы испытаний SSJ-New новые системы устанавливаются на имеющиеся образцы самолётов SJ-100 взамен импортных. Так, 29 августа 2023 года первый полёт  с импортозамещенными системами совершил опытный образец SJ-100. Полёт прошел на высоте 3000 м и продолжался 54 минуты. Испытания показали стабильную работу российских систем, устойчивость и управляемость самолета в полете. В «импортозамещенном» SJ-100 было установлено около 40 систем и агрегатов.
17 марта 2025 года опытный образец SJ-100 совершил первый полёт с отечественными двигателями ПД-8. Полет был выполнен экипажем в составе летчиков-испытателей Дмитрия Александровича Деменева, Игоря Юрьевича Гревцева и бортового оператора Максима Григорьевича Грюканова. Самолет находился в воздухе около 40 минут, достиг скорости 500 км/ч и высоты до 3000 м. Для испытаний двигателей использовался самолёт с заводским номером 95157, произведенный в 2018 году.
23 апреля 2025 года полностью импортозамещённый авиалайнер разработки ПАО «Яковлев» (б/н 97021, з/н 97001) совершил первый полет в Комсомольске-на-Амуре. В ходе испытаний была подтверждена стабильная работа всех отечественных систем (систем управления гидравлики, кондиционирования воздуха, а также пилотажно-навигационного оборудования на различных скоростях).
10 июля 2025 года SJ-100 № 95157 с двигателями ПД-8 перелетел из Комсомолска-на-Амуре в Жуковский и присоединился к программе летных сертификационных испытаний .

### Трудности
После катастрофы во время показательного полёта в 2012 году контракт на поставку 30 самолётов отменила индонезийская компания Kartika Airlines (вследствие банкротства). В 2016 году от самолёта отказалась российская авиакомпания Red Wings (в 2020 году снова начавшая получать и эксплуатировать данный тип ВС), в 2018 году — европейская CityJet.
6 января 2019 года издание РБК со ссылкой на заявления секретаря Ассоциации иранских авиалиний Максула Самани опубликовало информацию о том, что контракт на поставку иранским авиакомпаниям самолётов SSJ100 оказался под угрозой срыва из-за того, что министерство финансов США не выдало необходимого разрешения, поскольку количество комплектующих американского производства в текущей версии самолёта превышает 10 %. Однако, по словам президента ГСС Александра Рубцова, Иран подписал соглашение на поставку модели Sukhoi Superjet 100R, где присутствие изделий американского производства менее 10 %, что исключает необходимость согласования с Министерством финансов США данного контракта. Ранее ГСС уже подавали такую заявку в Управление по контролю над иностранными активами (OFAC) Минфина США, и на конец 2018 года ни положительного, ни отрицательного заключения от них получено не было.
В августе 2019 года стало известно, что последний зарубежный эксплуатант SSJ100 мексиканская компания Interjet решила продать российские самолёты, однако 7 октября глава ВЭБ.РФ Игорь Шувалов заявил, что стороны договорились о продолжении эксплуатации лайнера, при этом во время коронавирусной эпидемии 2020 года самолёты лишь этого типа обслуживали всего несколько маршрутов Interjet, и компания надеялась, что пригодными к эксплуатации будут не 3, как раньше, а 4 из 22 купленных SSJ100 (19 не летали перед этим почти два года). Однако в конце 2020 из-за многочисленных финансовых проблем компания прекратила деятельность и «вычеркнута» из IATA, и восстановление не ожидалось, так как основной флот уже продан (за исключением SSJ100 и других неработоспособных самолётов).
14 марта 2022 EASA в связи со вторжением России на Украину приостановила действие сертификата типа RRJ-95.

## Конструкция

### Основные конструктивные решения
Самолёт построен по нормальной компоновочной схеме — двухмоторный низкоплан со стреловидным крылом и однокилевым оперением.
В конструкции крыла сверхкритического профиля применены однощелевые закрылки. Часть механизации крыла, а также носовой обтекатель и обтекатель корневой части крыла выполнены из композиционных материалов. Прорабатывается возможность установки аэродинамических законцовок крыла, причём предполагается оборудовать ими как новые, так и уже сданные в эксплуатацию самолёты.
Самолёт обладает современной «стеклянной кабиной». Интерфейс включает в себя пять многофункциональных дисплеев.
Конструкторы предпочли боковую ручку управления самолётом традиционному штурвалу, в результате чего «Суперджет-100» стал первым российским серийным гражданским пассажирским самолётом с «сайдстиком».
На самолётах Superjet 100 используется алгоритмическая защита от касания хвостом взлётно-посадочной полосы, что позволило отказаться от использования механических амортизаторов.
При разработке самолёта учитывались требования таких организаций, как FAA (Federal Aviation Administration) и EASA (European Aviation Safety Agency).
Конструкторы заложили в Sukhoi Superjet 100 возможность использования на взлётно-посадочных полосах аэродромов всех классов (А, Б и В).
Установленные в Suhoi Superjet 100 датчики давления откалиброваны на максимальную величину 1052 гектопаскаля, установленную французскими конструкторами исходя из привычных для них условий. В случае, если атмосферное давление превышает это значение, что в России иногда случается, нормальная эксплуатация самолëта становится невозможной.

### Силовая установка
В качестве силовой установки используются два турбовентиляторных двигателя SaM146 различных модификаций производства компании PowerJet (совместное предприятие российского Сатурн (НПО) и французской «Snecma»).

## Модификации
| Название модели           | Краткие характеристики, отличия |
| ------------------------- | --- |
| Sukhoi Superjet 100-95B   | Базовая версия самолёта. Первый полёт состоялся 14 мая 2008 года. Первым получателем этого типа стала армянская «Armavia». |
| Sukhoi Superjet 100B-VIP  | Административно-деловая версия самолёта созданная на основе базовой версии. Первая построенная машина серийный номер 95009 совершила первый полёт в июне 2013 года. Салон был изготовлен специалистами компании Авиастар-СП в Ульяновске. В текущий момент машина эксплуатируется в авиакомпании «РусДжет». Позже были переоборудованы ещё две машины для СЛО «Россия». |
| Sukhoi Superjet 100-95LR  | 12 февраля 2013 года состоялся первый полёт модификации Sukhoi SuperJet 100 Long Range с увеличенной до 4578 км максимальной дальностью полёта. Модификация сертифицирована в России 22 августа 2013 года. 4 марта 2014 года состоялся первый коммерческий рейс модификации Sukhoi SuperJet 100 Long Range по маршруту Внуково (VKO) → Советский (OVS) → Внуково (VKO). 6 ноября 2014 года планер самолёта Sukhoi Superjet 100 модификации LR был доставлен на Ан-124 из Комсомольска-на-Амуре в Жуковский ЦАГИ для проведения ресурсных испытаний. |
| Sukhoi Superjet 100LR-VIP | Административно-деловая версия самолёта созданная на основе версии с увеличенной дальностью полёта. Всего сделано пять машин, две для МЧС России с конвертируемым салоном, приспособленным для перевозки лежачих больных людей; одна для казахстанского филиала швейцарской компании Comlux; две для Королевского двора Таиланда. |
| Sukhoi Superjet 100SV     | В 2015 году компания «Гражданские самолёты Сухого» опубликовала план по созданию к 2018 году новой модификации с удлинённым фюзеляжем SSJ-100SV (Stretched Version). Эскизное проектирование машины начато в 2015 году. Машина будет способна перевозить от 110 до 125 пассажиров, при взлётной массе немногим более 55 тонн. Начало коммерческой эксплуатации намечено на 2020 год. В 2016 году Илья Тарасенко (президент компании «Гражданские самолёты Сухого») сообщил, что для удлинённой версии будет создано новое крыло с такими аэродинамическими характеристиками, которые позволят повысить экономическую эффективность самолёта, и уточнил, что удлинённая версия будет вмещать до 120 пассажиров. |
| Sukhoi Business Jet       | Sukhoi Business Jet, или SBJ является корпоративной версией самолёта SSJ 100 для перелётов важных лиц с высоким уровнем комфорта. Салон выполняется по индивидуальным заказам. По состоянию на июнь 2017 года, единственным эксплуатантом является Погранслужба Казахстана. Отличается увеличенной дальностью перелёта до 7200 км. |
| Sportjet by Sukhoi        | В июне 2016 года представители ГСС анонсировали, что к 2018 году на базе самолёта Sukhoi Superjet 100 будет разработана специальная версия самолёта для перевозки спортсменов, названная Sportjet by Sukhoi. |
| Sukhoi Superjet 75        | Укороченная версия на 75 пассажирских мест. В феврале 2018 года представители ГСС анонсировали программу создания укороченной версии самолёта. Ожидалось, что машину введут в эксплуатацию в 2022 году. В апреле 2019 года был озвучен новый план развития семейства самолётов Sukhoi Superjet, в пользу максимального импортозамещения базовой версии SSJ 100 и отодвигания сроков создания укороченной версии с российскими силовыми установками ПД-10. |
| Sukhoi Superjet New       | Разрабатываемая с 2018 года модификация (RRJ-95NEW-100 или SSJ 100R), в которой будет максимальная доля российских комплектующих, компонентов и систем, взамен Sukhoi Superjet 100-95B. Также, в рамках реализации данной модификации, разрабатывается турбореактивный двигатель ПД-8. На реализацию программы будет выделено 120—130 млрд рублей, включая создание двигателя ПД-8. Получение сертификата ожидается в 2023 году. |

## Лётно-технические характеристики
Согласно данным РЛЭ RRJ-95B, данным SJI, данным EASA и данным ОАК
| Модель                                     | SuperJet 100-95B                                                                 | SuperJet 100-95LR                                                                |
| ------------------------------------------ | -------------------------------------------------------------------------------- | -------------------------------------------------------------------------------- |
| Длина                                      | 29,94 м                                                                          | 29,94 м                                                                          |
| Высота                                     | 10,28 м                                                                          | 10,28 м                                                                          |
| Размах крыла                               | 27,80 м (с ГЗК 29,7)                                                             | 27,80 м (с ГЗК 29,7)                                                             |
| Диаметр фюзеляжа (Ширина салона)           | 3,46 м (3,24 м)                                                                  | 3,46 м (3,24 м)                                                                  |
| Максимальная взлётная масса                | 45 880 кг                                                                        | 49 450 кг                                                                        |
| Максимальная посадочная масса              | 41 000 кг                                                                        | 41 000 кг                                                                        |
| Максимальная коммерческая загрузка         | 12 245 кг                                                                        | 12 245 кг                                                                        |
| Масса пустого                              | 24 250 кг                                                                        | 24 250 кг                                                                        |
| Площадь несущих поверхностей               | 77 м2                                                                            | 77 м2                                                                            |
| Крейсерская скорость                       | 841 км/ч / M = 0,78                                                              | 841 км/ч / M = 0,78                                                              |
| Максимальная скорость                      | 981 км/ч / M = 0,81                                                              | 981 км/ч / M = 0,81                                                              |
| Высота полёта                              | 12 200 м / FL400                                                                 | 12 200 м / FL400                                                                 |
| Двигатели                                  | 2 × SaM146—1S17                                                                  | 2 × SaM146—1S18                                                                  |
| Максимальная тяга на взлётном режиме       | 2 × 76,84 кН                                                                     | 2 × 79,00 кН                                                                     |
| Дальность полёта в двухклассной компоновке | 2960 км                                                                          | 4320 км                                                                          |
| Экипаж                                     | 2 + 2                                                                            | 2 + 2                                                                            |
| Пассажировместимость                       | 98 в базовой компоновке (до 103) 87 (12 + 75) в компоновке для компании Аэрофлот | 98 в базовой компоновке (до 103) 87 (12 + 75) в компоновке для компании Аэрофлот |
| Высота салона                              | 2,12 м                                                                           | 2,12 м                                                                           |
| Ширина прохода                             | 0,51 м                                                                           | 0,51 м                                                                           |
| Ширина кресла эконом                       | 0,465 м                                                                          | 0,465 м                                                                          |
| Шаг кресел эконом                          | 0,775 - 0,8 м                                                                    | 0,775 - 0,8 м                                                                    |
| Шаг кресел бизнес                          | 0,9 м                                                                            | 0,9 м                                                                            |
| Пассажирских дверей                        | 4                                                                                | 4                                                                                |
| Объём багажных отсеков                     | 21,7 (28,86 вместе с ручной кладью) м3                                           | 21,7 (28,86 вместе с ручной кладью) м3                                           |
| Длина разбега                              | 1675 м                                                                           | 1940 м                                                                           |
| Длина пробега                              | 1425 м                                                                           | 1425 м                                                                           |
| Запас топлива                              | 15 805 л                                                                         | 15 805 л                                                                         |
| Вспомогательная силовая установка          | Honeywell RE220[RJ]                                                              | Honeywell RE220[RJ]                                                              |
| Первый полёт                               | 19 мая 2008 года                                                                 | 12 февраля 2013 года                                                             |

| Средние центровки                    | Средние центровки | Средние центровки                     | Средние центровки | Средние центровки                              | Средние центровки |
| ------------------------------------ | ----------------- | ------------------------------------- | ----------------- | ---------------------------------------------- | ----------------- |
| Lва                                  | 12,2              | Lм                                    | 12,5              | Расстояние от закрылка до ц.ж. крыла           | 1,9               |
| Предельные экспл. центровки          | 10—36 %           | Корневые и концевые хорды             | 6,5; 2,1          | Высота от у.д. вертикального опер. до оси ф-жа | 4,4               |
| Длина средней аэродинамической хорды | 4,28              | Расстояние от оси шасси до ц.ж. крыла | 0,9               | Высота от оси двигателя до ц.м. самолёта       | 0,94              |

## Производство
Согласно производственной программе ОАК 2007 года, до 2013 года планировалось выпустить 236 самолётов SSJ100. В 2012 году авиакомпании получили 8 самолётов при запланированных 20—25. Летом 2013 года президент ЗАО «ГСС» Андрей Калиновский заявил: «В этом году мы планируем выпустить 26 самолётов». По его словам, достигнуть зоны рентабельности можно в 2016 году при условии, если сборочная линия выйдет на плановый выпуск 60 самолётов ежегодно.
На январь 2023 года 232 произведено (в том числе 6 предсерийных, из них 3 для статических испытаний), 206 поставлено в авиакомпании, 29 находятся на хранении или в процессе летных испытаний в ЗАО «ГСС» и около 137 в реестре гражданской и государственной авиации РФ.
SSJ-100 с бортовым номером 95230 является последним произведенным с импортными ПКИ, далее уже планируется производство SSJ-100NEW.
|             | ИТОГО | 2007 | 2008 | 2009 | 2010* | 2011 | 2012 | 2013 | 2014 | 2015 | 2016 | 2017 | 2018 | 2019 | 2020 | 2021 | 2022 | 2023 | 2024 |
| Произведено | 232   | 1    | 3    | 1    | 2     | 5    | 12   | 24   | 36   | 18   | 19   | 33   | 24   | 18   | 11   | 12   | 13   | 2    | 0    |
| Поставлено  | 206   |      |      |      |       | 5    | 8    | 14   | 27   | 21   | 21   | 25   | 28   | 6    | 14   | 27   | 10   | 2    | 2    |

* — начало серийного выпуска

### Основные поставщики ГСС
Поставщики «Гражданские самолёты Сухого» (ГСС), на которые приходится не менее 10 % поставок всех материалов и сырья для производства самолётов Sukhoi Superjet 100.
|                               | 2007   | 2008   | 2009   | 2010    | 2011    | 2012    | 2013 | 2014    | 2015   | 2016                           | 2017 (9 месяцев)             | 2018                         |
| ----------------------------- | ------ | ------ | ------ | ------- | ------- | ------- | ---- | ------- | ------ | ------------------------------ | ---------------------------- | ---------------------------- |
| КнААЗ                         | 13,1 % | 61 %   | 33 %   | 21,22 % | 29 %    | 14,56 % | —    | —       | 10,5 % | 10,5 %                         | —                            |                              |
| Thales                        | 16,7 % | 10 %   | —      | —       | —       | —       | —    | —       | —      | —                              | —                            | 10 %                         |
| PowerJet                      | —      | —      | —      | —       | —       | 11,41 % | 43 % | 34,08 % | 17,2 % | 17,2 %                         | 29 %                         | 32 %                         |
| B/E Aerospace                 | —      | —      | 15 %   | 22,76 % | 12,9 %  | —       | —    | —       | —      | —                              | —                            |                              |
| Общая доля импортных поставок | 55,4 % | 18,2 % | 56,5 % | 53,6 %  | 54,65 % | 51,11 % | 74 % | 50,83 % | 59 %   | 71,2 % (из них 34 % двигатели) | 77 % (из них 34 % двигатели) | 72 % (из них 34 % двигатели) |

- КнААЗ — элементы фюзеляжа (Ф2, Ф3, Ф4), центроплан, пилон, крыло, механизация крыла, управляющее программное обеспечение.
- НАЗ им. Чкалова — элементы фюзеляжа (Ф1, Ф5, Ф6), вертикальное оперение, горизонтальное оперение.
- Thales — поставка авионики.
- PowerJet — разработка и производство двигателя SaM146.
- B/E Aerospace — кислородная система, интерьер, двери.

## Заказы и поставки
| Закрытые контракты | Закрытые контракты                                 | Закрытые контракты                              | Закрытые контракты                              | Закрытые контракты                              | Закрытые контракты | Примечание           |  |
| Дата заключения соглашения | Покупатель / Владелец                              | Эксплуатант                                     | Сроки поставок                                  | Тип                                             | Поставлено         | Примечание           |  |
| --- | -------------------------------------------------- | ----------------------------------------------- | ----------------------------------------------- | ----------------------------------------------- | ------------------ | -------------------- |  |
| 07.12.2005 | ВЭБ-лизинг Сбербанк Лизинг                         | Аэрофлот                                        | 2011—2018                                       | 95B                                             | 60 (−10)*          | поставка завершена   |  |
| 14.09.2007 | ЗАО «ГСС»                                          | Armavia***                                      | 2011                                            | 95B                                             | 1 (-1)             | контракт отменён     |  |
| 21.08.2009 | ВЭБ-лизинг / ГТЛК                                  | Якутия                                          | 2012—2016                                       | 95B / 95LR                                      | 4 + 1**            | поставка завершена   |  |
| 17.01.2011 | н.д.                                               | Interjet                                        | 2013—2016                                       | 95B                                             | 22                 | поставка завершена   |  |
| март 2011 | ВЭБ-лизинг                                         | Lao Central Airlines***                         | 2013                                            | 95B                                             | 1 (-1)             | контракт отменён     |  |
| 16.08.2011 | Maple Aviation Leasing аффилированная с ВЭБ-лизинг | Sky Aviation***                                 |                                                 | 95B                                             | 3 (-3)             | контракт отменён     |  |
| 17.08.2011 | Газпромавиа                                        | Газпромавиа                                     | 2013—2015                                       | 95LR                                            | 10                 | поставка завершена   |  |
| 28.12.2012 | ЗАО «ГСС»                                          | Московия                                        | 2013                                            | 95B                                             | 1 + 2** (-3)       | краткосрочная аренда |  |
| 27.08.2013 | Авиакапитал-Cервис                                 | РусДжет                                         | 2014                                            | 95B (VIP)                                       | 1                  | поставка завершена   |  |
| 08.09.2014 | МЧС России                                         | АСК МЧС России                                  | 2014                                            | 95B                                             | 2                  | поставка завершена   |  |
| 05.12.2014 | Королевский двор Таиланда                          | ВВС Таиланда                                    | 2016—2018                                       | 95B (VIP)                                       | 3                  | поставка завершена   |  |
| 08.12.2014 | СЛО «Россия»                                       | СЛО «Россия»                                    | 2016                                            | 95B                                             | 2                  | поставка завершена   |  |
| 31.07.2015 | ЗАО «ГСС» / ГТЛК                                   | Red Wings Airlines                              | 2015—2016                                       | 95B                                             | 5** (-5)           | поставка завершена   |  |
| 01.09.2015 | Погранслужба КНБ РК                                | Погранслужба КНБ РК                             | 2016                                            | SBJ                                             | 1                  | поставка завершена   |  |
| 25.08.2015 | ГТЛК                                               | Ямал                                            | 2016—2018                                       | 95LR                                            | 18 (-3)            | поставка завершена   |  |
| 09.10.2015 | RJ Leasing Ltd.                                    | CityJet                                         | 2016—2018                                       | 95B                                             | 7 (-7)             | контракт отменён     |  |
| 26.07.2016 | ГТЛК                                               | ИрАэро                                          | 2017—2018                                       | 95B / 95LR                                      | 4** + 5            | поставка завершена   |  |
| Всего поставлено новых (по закрытым контрактам) | Всего поставлено новых (по закрытым контрактам)    | Всего поставлено новых (по закрытым контрактам) | Всего поставлено новых (по закрытым контрактам) | Всего поставлено новых (по закрытым контрактам) | 141                |                      |  |
| * — замена самолётов первоначальной комплектации «light» на комплектацию «full» ** — машины поставлены со вторичного рынка (в итоговой сумме не учитываются) *** — авиакомпании прекратили работу и больше не принимают заказанные самолёты. В итоговых суммах не поставленные машины не учитываются. |                                                    |                                                 |                                                 |                                                 |                    |                      |  |

## Эксплуатация

### Гражданские эксплуатанты
Действующие
В марте 2020 года был одобрен контракт на использование Sukhoi Superjet 100 для миротворческих миссий ООН. 

 Россия
- Азимут — 17
- Аэрофлот — 0 (на 24.11.2024)[135](переданы ГТК "Россия")
- Газпром авиа — 9
- ИрАэро — 6
- Россия — 78[136]
- РусДжет — 1
- Северсталь — 4
- Якутия — 5
- Ямал — 15
- Red Wings Airlines — 18

Бывшие
 Россия
- Московия — 3
- Центр-Юг — 3
- Бурал - 2
- "Аэрофлот"

 Мексика
- Interjet — 22

 Армения
- ArmAvia — 1

 Индонезия
- PT Sky Aviation — 3

 Ирландия
- CityJet — 7[137]

 Лаос
- Lao Central Airlines — 1

### Государственные эксплуатанты
Действующие
 Казахстан
- Пограничная служба КНБ РК — 1

 Россия
- МВД России — 1
- МЧС России — 2
- СЛО «Россия» — 2

 Таиланд
- Королевские ВВС Таиланда — 3

### Налёт парка SSJ 100
| Налёт парка SSJ 100, часов | 2014   | 2015   | 2016    | 2017    | 2018    |
| -------------------------- | ------ | ------ | ------- | ------- | ------- |
| Итого                      | 39 765 | 81 644 | 105 089 | 124 170 | 158 833 |

Суммарная наработка в полёте двигателей SaM146, в млн часов (данные двигатели эксплуатируются только в самолётах SSJ):
- на июль 2014 года: 0,1[142]
- на ноябрь 2016 года: 0,5[143]
- на март 2018 года: 0,83[144]
- на октябрь 2018 года: 1[145]
- на октябрь 2020 года: 1,6[146]
- на ноябрь 2021 года: более 2[147]

## Критика
Весной 2017 года Министерство транспорта РФ подвело предварительные итоги эксплуатации самолёта, после чего в прессе появились утверждения, что средний суточный налёт эксплуатируемых в России машин из-за проблем с поставкой запчастей меньше, чем у иностранных конкурентов. По данным производителя, к июню 2017 года регулярность вылетов (dispatch reliability) самолёта достигала 97,85 %, но средний налёт Sukhoi Superjet 100 в России на 2018 год составил 3,6 часа в сутки (близкий по вместимости Embraer E170 на 78 кресел в компании S7 — 6 часов в сутки, Embraer E-190 на 110 кресел в Pegas Fly — 10 ч в сутки). Причиной малого налёта эксперты называют нехватку и длительные сроки поставки запчастей, а также проблемы с двигателем. По опыту эксплуатации выяснилось, что «горячей» части двигателя французского производства плановый ремонт необходим после наработки 1000-4000 часов вместо заявленных 7500-8000 часов.
Некоторые авиакомпании заявляют об убытках, вызванных эксплуатацией самолёта, и о желании отказаться от него.
В 2016 году авиакомпания Red Wings Airlines отказалась от самолётов Sukhoi Superjet 100 по причине высокой себестоимости перевозки (в расчёте на одно пассажирское кресло). В ноябре 2017 генеральный директор мексиканской авиакомпании «Interjet» Хосе Луи Гарза сообщил о проблемах с двигателями SaM146, с запчастями и обслуживанием. Четыре лайнера, приобретённые в 2013—2015 годах, выведены из эксплуатации для пополнения склада запасных частей. В марте 2019 года «Interjet» объявила, что рассматривает возможность отказа от них из-за низкого качества послепродажного обслуживания.
В августе 2018 авиакомпания «Якутия» уведомила о проблемах в графике летнего сезона из-за нехватки двигателей в силу высокой стоимости и продолжительности их ремонта. Из восьми двигателей полностью рабочими являлись два.
В ноябре 2018 года авиакомпания «Brussels Airlines» отказалась от самолётов Sukhoi Superjet 100 по причине частых отказов и отсутствия перевода ряда руководств по эксплуатации с русского языка. Позднее, в феврале 2019 года, авиакомпания CityJet также отказалась использовать Sukhoi Superjet 100 (причина отказа не разглашается).
В мае 2019 года российская РусЛайн отказалась от переговоров от приобретения в лизинг 18 самолётов SSJ 100 из-за репутационных рисков: в компании опасались, что после катастрофы пассажиры не будут летать на самолётах SSJ 100, что затянет сроки окупаемости самолётов.
Авиакомпания «Ямал» в июле 2019 года сообщила в своём отчёте, что половина её самолётов SSJ100 не эксплуатируется из-за дефектов:

Многочисленные конструктивно-производственные дефекты…, а также неудовлетворительная послепродажная поддержка позволяют поддерживать в состоянии лётной годности не более 7-8 самолётов.
Мексиканская авиакомпания Interjet на август 2019 года эксплуатировала только 6 из имеющихся 22 самолётов и планировала продать свои SSJ100 из-за дороговизны запчастей и неудовлетворительного послепродажного обслуживания поставщика.
В связи с авиакатастрофой RA-89098 Российская ассоциация эксплуатантов воздушного транспорта в мае 2019 направила обращение Минтранс РФ с просьбой перепроверить соответствие типовой конструкции самолёта сертификационным требованиям. Под сомнение были поставлены системы защиты от поражения статическим электричеством, прочностные характеристики топливных кессонов в крыле самолёта, защищённость пассажиров салона самолёта от внешнего пожара и программы подготовки лётного и кабинного экипажа, рекомендованные разработчиком самолёта.

## Потери самолётов
С 2012 года в авариях потеряно 6 самолётов SSJ 100, погибло 89 человек.
| Дата       | Бортовой номер | Место             | Жертвы/на борту | Краткое описание |
| ---------- | -------------- | ----------------- | --------------- | --- |
| 09.05.2012 | RA-97004       | Салак             | 45/45           | Врезался в гору во время демонстрационного полёта из-за ошибки экипажа в воздушном пространстве класса G.. |
| 25.10.2015 | XA-PBA         | Мехико            | 0/1             | При технической транспортировке на аэродроме врезался в телескопический трап, который используется для перехода пассажиров. Получил значительные повреждения носовой части. Были начаты работы по восстановлению, в Мехико доставлена новая носовая секция. Работы приостановлены в связи с тяжёлым финансовым положением авиакомпании. |
| 10.10.2018 | RA-89011       | Якутск            | 0/92            | Выкатился за пределы ВПП при посадке с деактивированным реверсом правого двигателя. Произошло складывание стоек основного шасси (назад по полету) с деформацией лонжерона крыла, являющимся задней стенкой топливного бака. Пожара не было. Списан. Пострадали 4 человека.                                                              |
| 05.05.2019 | RA-89098       | Шереметьево       | 41/78           | Грубая посадка с «козлением». Основные стойки шасси были разрушены с деформацией лонжерона крыла, являющимся задней стенкой топливного бака. В результате возникшей утечки топлива произошел пожар. Самолет полностью уничтожен огнем.                                                                                                  |
| 12.07.2024 | RA-89049       | Коломенский район | 3/3             | Потерпел крушение во время тестового полёта после планового ремонта. Погибли все 3 члена экипажа. Причина - неправильная установка левого датчика угла атаки и ошибки в программном обеспечении. |
| 25.11.2024 | RA-89085       | Анталья           | 0/89            | После грубой посадки произошло разрушение подкоса ЛОШ с деформацией лонжерона крыла, являющимся задней стенкой топливного бака. В результате возникшей утечки топлива произошел пожар. |

## Похожие самолёты
Сравнение с конкурентами на рынке региональных ближне- и среднемагистральных самолётов представлено в статье: Региональный самолёт.
- Sukhoi Superjet 100
- Airbus A220
- Mitsubishi Regional Jet
- Embraer E-Jet E2
- Comac C909
- Ан-158
- CRJ1000